# Цар Светог римског царства
Цар Светог римског царства или свети римски цар (нем. Römischer Kaiser или Römisch-Deutscher Kaiser, лат. Romanorum Imperator) је био владар Светог римског царства, које је било претходник многих држава у централној Европи од 10. века до 1806.
Терминологија је донекле збуњујућа. Сматра се да је титула цара прешла на Франке 800. када је папа крунисао Карла Великог. После поделе Франачке Верденским споразумом 843. титула цара је остала у средњем Лотаревом делу, а касније је прешла 962. на краља Немачке Отона I Великог. 
У почетку се цар називао Imperator Augustus. Титула под именом „цар Светог римског царства“ је ушла у употребу у каснијим вековима.
До 1508. краљa су бирали кнежеви-изборници, а цар је постајао тек кад би га папа крунисао у Риму. Он би истовремено остајао и краљ. Титула цара је имала и религиозне конотације, то јест цар је требало да штити цркву. Цар је морао да буде искључиво католик и мушкарац. Између цара и папе није било јасног односа, који је довео до сукоба немачких царева и папа у борби за инвеституру, током 11. века. 
Избор цара зависио је од мноштва фактора. Били би изабрани, али ипак је постојао степен наслеђивања те титуле, тако да су постојале династије. Неки сматрају да су кнежеви-изборници били ту само у случају када није јасно ко је наследник. У таквим случајевима би пресудили, а у осталим случајевима би једноставно само формално потврдили наследника.
Ипак избор цара је створио један нови проблем. Кандидат се додворавао кнежевим изборницима пре избора, па је правио бројне концесије, које би ометале његову каснију власт. То је доводило до смањивања централизације. Златном Булом је одређено да буде 7 кнежева-изборника (4 световна и 3 духовна) и тако је било од 1356. до 1623. После Тридесетогодишњег рата је било више кнежева-изборника.
После 1438. цареви су потицали из династије Хабзбург. Постојао је само један изузетак. После 1556. краљ би узео титулу цара и није више ишао у Рим на крунисање.